# 時を超えた子供たち
「時を超えた子供たち」（ときをこえたこどもたち、原題 : "The Timeless Children"）は、イギリスのSFドラマ『ドクター・フー』の第12シリーズ第10話。同時に同シーズンの最終話でもある。クリス・チブナルとジェイミー・マグナス・ストーンがそれぞれ脚本と監督を務め、2020年3月1日に BBC One で初放送された。
本作は2月23日に放送された「サイバーマンの再興」との二部作の後編である。視聴者数は469万人で、批評家からの賛否は割れた。

## あらすじ
13代目ドクター（演:ジョディ・ウィテカー）をガリフレイに連れ込んだマスター （演:サッシャ・ダーワン）は、ガリフレイのマトリックスに侵入して得た"時を超えた子供"の情報をドクターに明かす。"時を超えた子供"はガリフレイの先住民族の一人テクテユンが拾った子どもであり、特異的な再生能力を有していた。その再生能力で幾度となく実験を繰り返したテクテユンは再生能力を指定する遺伝子を抽出し、12回までの再生能力を持つ種族タイムロードを作り出した。マスターをはじめとするタイムロード全員に"時を超えた子供"の遺伝子が入っていることになり、マスターはその屈辱に耐えきれずに凶行に走っていたのだった。
そしてマスターは"時を超えた子供"の正体がドクターであると明かす。初代以前の姿が記憶にないドクターだったが、グロスタシャーで出会った自身と同一人物の女性ルースの存在を思い出す。「サイバーマンの再興」で登場したブレンダンも初代以前のドクターの再生体の一人であり、彼の記憶を抹消した養父と恩師の正体はテクテユンとタイムロードのガットであった。
精神世界でルースの力を借りたドクターは、サイバーマンの襲撃を躱したグレアムやライアンたちと合流する。同時にマスターは同盟を組む目的でサイバーマンをガリフレイに呼び出した末に孤高のサイバーマンを殺害し、奪ったサイベリアムと融合して全サイバーマンの指揮権を得る。ドクターは身の危険も顧みず、皆殺しにされたタイムロードの遺体をサイバーマン化して統率するマスターに立ち向かう。最終的にコ・シャルムス（演:イアン・マッケルヒニー）がマスターと共に爆発に呑まれて消滅し、コンパニオンたちとドクターはそれぞれ付近のターディスで脱出を果たすが、自身のターディスに戻ったドクターは突如出現したジュドゥーンに逮捕され小惑星の刑務所に監禁される。

### 連続性
ガリフレイのマトリックスは、クラシックシリーズで登場したタイムロードが用いるデータベースである。新シリーズでは「ドクターの時」（2013年）、「天国での死」（2014年）、「戦場と二人のドクター」（2017年）で言及された。「時空の果てで」では死亡したタイムロードの魂をマトリックスにアップロードして守兵にしている様子が描かれた。
ドクターがマトリックスを脱出するために自身の記憶を辿る際、新シリーズとクラシックシリーズに登場した全てのドクターや多くのコンパニオンや敵の姿が現れた。特筆すべきものは「モービアスの脳」（1976年）の映像であった。この物語ではモービアスと4代目ドクターの戦いの最中に初代以前と思われるドクターの顔が複数表示されたが、「時を超えた子供」でその顔の正体が"時を超えた子供"としてのドクターであることが明らかにされた。
第9シリーズ「時空の果てで」ではガリフレイの廃墟に立ち時空を脅威に晒す存在として、2つの戦士の種族の"ハイブリッド"が挙げられている。「時空の果てで」ではダーレクと人間、マイアと人間、タイムロードと人間という様々な仮説が劇中で提唱されてきた。一方でガリフレイを滅ぼしたマスターはサイベリアムと融合してサイバーマンとタイムロードのハイブリッドと化したが、第9シリーズの"ハイブリッド"のストーリーアークとの繋がりは明かされていない。

## 製作
「時を超えた子供たち」の脚本はクリス・チブナルが執筆した。監督は前話「サイバーマンの再興」と同じくジェイミー・マグナス・ストーンが担った。
前話「サイバーマンの再興」にゲスト出演したジュリー・グラハムとイアン・マッケルヒニーは本作にも続けて出演したが、スティーヴ・トゥーサンは演じたフィーカットが前話で死亡したため本作には出演しなかった。また、ジョー・マーティンは過去のドクター役で再出演した。

## 放送と反応
| 専門評論家によるレビュー           | 専門評論家によるレビュー |
| レビュー・スコア                   | レビュー・スコア         |
| 出典                               | 評価                     |
| ---------------------------------- | ------------------------ |
| The A.V. Club                      | B                        |
| エンターテインメント・ウィークリー | B+                       |
| メトロ                             | [ 10 ]                   |
| ラジオ・タイムズ                   | [ 11 ]                   |
| インデペンデント                   | [ 12 ]                   |
| デイリー・テレグラフ               | [ 13 ]                   |

「時を超えた子供たち」はイギリスでは2020年3月1日に放送され、日本では2020年8月26日からHuluで字幕版・吹替版共に配信が開始された。
イギリスでのその晩の視聴者数は378万人で、その日のテレビ番組では7番目に多く視聴された。Audience Appreciation Index は82であった。合計視聴者数は469万人で、これはイギリスのその週における番組で30番目の記録であった。この視聴者数は「消えたローマ兵士の謎」（2017年）を下回り、新シリーズにおける最低記録を更新した。
1980年代に『ドクター・フー』の脚本編集を担当していたアンドリュー・カートメルは、番組の設定の根幹にメスを入れたチブナルの功績を称えながらも、説明が多すぎると指摘し、エピソードが「『ドクター・フー』の神秘を使い尽くした」と批判した。